# ماریا (فیلم ۲۰۲۴)
ماریا (به انگلیسی: Maria) یک فیلم زندگی‌نامه‌ای آمریکایی دربارهٔ ماریا کالاس به کارگردانی پابلو لارائین، نویسندگی استیون نایت با بازی آنجلینا جولی در نقش اصلی است.
داستان فیلم در آخرین سال‌های زندگی ماریا کالاس در دهه ۱۹۷۰ می‌گذرد، زمانی که او در پاریس زندگی می‌کرد.

## تولید
آنجلینا جولی با نام ماریا در اکتبر ۲۰۲۲ وارد پروژه شد. فیلمبرداری در اکتبر ۲۰۲۳ در بوداپست با سایر مکان‌های فیلمبرداری از جمله پاریس، یونان و میلان آغاز شد.